# Hwang Dong-hyuk
Hwang Dong-hyuk (황동혁?; Seul, 26 maggio 1971) è un regista e sceneggiatore sudcoreano.

## Carriera

### Cortometraggi
Hwang Dong-hyuk è nato e cresciuto a Seul. Dopo la laurea in comunicazione all'Università Nazionale di Seul, ha scritto e diretto numerosi cortometraggi tra cui Our Sad Life e A Puff of Smoke. Trasferitosi a Los Angeles per studiare per un master in Film Production presso la University of Southern California, ha continuato a realizzare film, completando due cortometraggi Heaven & Hell e Desperation (2000). Il suo film per la tesi di laurea è stato Miracle Mile (2004), un cortometraggio con Karl Yune nei panni di un tassista abusivo coreano-americano che aiuta una sua cliente, una giovane donna coreana (interpretata da Hana Kim) in cerca di suo fratello adottato da americani 20 anni prima. Miracle Mile è stato proiettato in oltre 40 festival cinematografici internazionali e ha vinto numerosi premi, tra cui il Directors Guild of America Student Film Award e lo Student Emmy Award.

### My Father
Per il suo debutto cinematografico, Hwang è tornato sul tema dell'adozione in My Father (2007). Basato sulla storia vera di Aaron Bates, un adottato coreano-americano, il film racconta di un soldato dell'esercito americano di stanza in Corea che appare sulla televisione nazionale per cercare i suoi genitori naturali, e che in seguito trova suo padre nel braccio della morte per omicidio. Kim Yeong-cheol ha interpretato il padre al fianco dell'attore protagonista Daniel Henney, che Hwang ha deciso di scritturare nonostante quest'ultimo sia un considerato un caratterista di parti da rubacuori. Henney e Kim sono stati elogiati per la loro recitazione, così come Hwang per la sua gestione non melodrammatica del perdono e dell'accettazione, intrecciata con questioni di identità culturale e pena di morte.

### Dogani
Il secondo film di Hwang, del 2011, ha avuto una forte eco nel pubblico coreano. Basato su un romanzo di Gong Ji-young e interpretato da Gong Yoo e Jung Yu-mi, Dogani descrive eventi della vita reale alla scuola per sordi di Gwangju Inhwa, scuola in cui i giovani studenti venivano trattati crudelmente e abusati sessualmente dai loro insegnanti e amministratori. Hwang ha detto di aver riflettuto per circa un mese sull'opportunità o meno di realizzare il film, ma ha deciso di farlo perché "doveva essere raccontato". Hwang ha aggiunto: "Ho pensato a due cose durante la realizzazione di questo film. Innanzitutto, volevo far sapere al mondo di questi orribili episodi. In secondo luogo, volevo esporre i problemi strutturali della società rivelati durante il processo di insabbiamento del caso. I problemi descritti nel film - violenza sessuale contro i bambini, legami corrotti tra la polizia e famiglie influenti, negligenza nell'adempiere al loro dovere da parte dei dipendenti pubblici - non sono fittizi, ma possono essere visti regolarmente nei notiziari quotidiani."
Il film è stato un successo al botteghino in Corea, attirando 4,7 milioni di spettatori. Ma più significativamente, ha suscitato l'indignazione dell'opinione pubblica, tanto che sull'onda del film il caso è stato riaperto e i legislatori hanno approvato la "Legge Dogani" che abolisce la prescrizione per i crimini sessuali contro i minori e i disabili. Hwang ha detto: "Ho iniziato a fare cinema perché ero così frustrato da tutti questi problemi sociali irrisolti che vedevo. Possiamo vedere attraverso i film quanto siamo cambiati dal mondo. Non puoi cambiare la società con un solo film, ma guardando alle ripercussioni dell'uscita di questo film, possiamo pensare al potere che il film ha in termini di influenza positiva sulla società."

### Susanghan geunyeo
In un significativo allontanamento dai suoi film precedenti, il terzo lungometraggio di Hwang Susanghan geunyeo si concentra su una donna di 74 anni che riacquista l'aspetto di se stessa di 20 anni (interpretata da Na Moon-hee e Shim Eun-kyung, rispettivamente), in un film a cavallo tra commedia, dramma familiare, musical e romanticismo. Hwang ha dichiarato alla conferenza stampa del film del 2014: "Con My Father e Dogani, mi è sempre sembrato di fare film sociali con argomenti oscuri, ma in realtà sono una persona divertente. Questa volta volevo davvero fare un film allegro e leggero."  Il forte passaparola ha portato Susanghan geunyeo in cima alla classifica al botteghino, con oltre 8,65 milioni di incassi.

### The Fortress
Basato sul romanzo di Kim Hoon Namhansanseong, The Fortress vede Lee Byung-hun e Kim Yoon-seok come consiglieri rivali del re Injo in un momento critico durante la seconda invasione manciù della Corea. Un sottile tour de force in un genere totalmente diverso dai precedenti film di Hwang, ha ottenuto un successo sia di pubblico che di critica con 3,8 milioni di biglietti venduti in Corea, una distribuzione in 28 paesi e molti premi in tutta l'Asia.

### Squid Game
Hwang aveva concepito l'idea di Squid Game basandosi sulle sue lotte economiche in tenera età e sulla disparità di classe riscontrata all'interno della Corea del Sud. Sebbene inizialmente la sceneggiatura fu nel 2008, Hwang non è stato in grado di trovare uno studio di produzione per trovare supporto per la sceneggiatura fino al 2019 circa, quando Netflix ha investito in esso come parte della sua spinta per espandere la propria offerta di programmazione straniera. Uscita il 17 settembre 2021, è diventata, dal lancio, la serie più vista nella storia di Netflix.

## Filmografia
- Our Sad Life (cortometraggio) - regista, sceneggiatura
- A Puff of Smoke (cortometraggio) - regista, sceneggiatura
- Heaven & Hell (cortometraggio) - regista
- Desperation (cortometraggio, 2000) - regista, sceneggiatura, produttore
- I Love Ultra Lotto (cortometraggio, 2000) - direttore della fotografia, montatore
- Big Time (cortometraggio, 2004) - assistente di produzione
- Miracle Mile (cortometraggio, 2004) - regista, sceneggiatura, montatore
- Truck Stop Diner (cortometraggio, 2005) - attore, grip
- My Father (2007) - regista, sceneggiatura adattata
- Dogani (2011) - regista, sceneggiatura
- Susanghan geunyeo (2013) - regista
- The Fortress (2017) - regista, sceneggiatura
- Collectors (2020) - produttore, sceneggiatura adattata
- Squid Game (serie TV, 2021-2025) - regista, sceneggiatura